# Ferrán Sánchez Calavera
Ferrán o Ferrant Sánchez de Talavera o Calavera (entre 1370 y 1385 - antes de 1443) fue un poeta castellano del Prerrenacimiento, perteneciente a la Escuela alegórico-dantesca

## Biografía
No está resuelta la denominación de su apellido, a causa de la frecuente confusión entre T y C en los manuscritos de la época. Las fuentes de sus textos inclinan a pensar que fue judeoconverso. Desde luego fue poeta cortesano en la época de Enrique III y Juan II de Castilla, y sus obras refieren que pasó por frecuentes problemas económicos. Según Juan Alfonso de Baena, uno de los primeros coleccionistas de sus versos, un día se cansó de la vida en la Corte y tomó el hábito religioso-guerrero de la Orden de Calatrava. En efecto, una persona de su nombre fue Comendador de la Orden de Calatrava en Villarrubia en tiempos del maestre Luis González de Guzmán, que lo fue entre 1407 y 1443. Por tanto, Pedro José Pidal concluye que debió morir antes de 1443.

## Obra
Calavera cultivó sobre todo una poesía de tipo moral y teológico. Su obra muestra una constante preocupación por el problema de la justicia divina. Según Marcelino Menéndez Pelayo, por su poesía
pasan ráfagas de escepticismo, de pesimismo y aun de fatalismo. Él fue quien propuso a los demás trovadores la terrible cuestión de predestinados y precitos. (Antología, I, 382).
Se trata de un debate poético con el canciller Pero López de Ayala y otros seis poetas sobre el tema de la salvación y la predestinación, aunque también escribió poemas amorosos. Lo formula así:
que Dios es causa e ocasion de mal, / pues sabe tal omme que será perdido, / e fázelo e quiere que sea nascido / para pena e cuyta cruel, desygual (Cancionero de Baena, DXVIII)
Su lírica está marcada por este talante meditativo y una contradicción interna que ha sido explicada por su condición de converso. Al respecto, Fraker estudia la poesía de Talavera como un producto intelectual típico de un judío converso a causa de su preocupación por difíciles cuestiones teológicas (la predestinación, el origen del mal, el misterio de la Santísima Trinidad, la Encarnación, el sufrimiento de Cristo, etc.), su racionalismo averroísta y su crítica social, que aparece clara en este pasaje:
Veo los nobles andar por mal cabo; / los simples alcançan honras, ofiçios, / los nesçios, honrados en sus benefiços; / doctores muy pobres andan en su cabo; / buen homne de armas non alcança razión; / peligra inoçente por grande ocasión / e muere en su cama probado ladrón
Sin embargo, su crítica social se contiene en el marco más general de sus preocupaciones filosóficas y teológicas de retribución; se deja notar el ámbito cortesano de una época influida por el modelo estético que ofrecía Francisco Imperial. El Marqués de Santillana lo recuerda en su Proemio y carta al Condestable de Portugal, al hacer un repaso por la poesía en lenguas romances, con estas escuetas palabras: 

Fernán Sánchez Calavera, comendador de la orden de Calatrava, compuso asaz buenos decires.

. Dieciséis son los poemas de que consta la producción poética de Calavera contenida en el Cancionero de Baena. Sus números en el mismo son: 517, 525. 526, 529. 530, 531, 532, 533, 534, 535, 536, 537, 538, 540, 542 y 544. El 530, el decir a la muerte de Ruy Diaz de Mendoza, se halla también en el Cancionero de Fernán Martínez de Burgos, y el 538, un decir a una doncella y la respuesta de ella, aparece en el Cancionero de Ramón de Llavia.